# Louis Capone

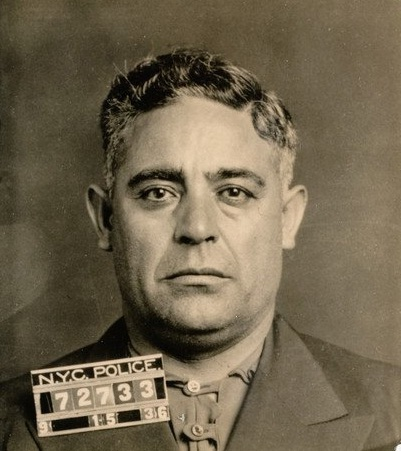
Louis Capone

Louis Capone (* 1896 in Neapel; † 4. März 1944 im Gefängnis „Sing Sing“, Ossining, New York) war ein US-amerikanischer Mobster und Mittelsmann unter den kriminellen Banden der Murder, Inc.
Trotz seiner italienischen Herkunft war Capone offenbar kein (Voll)mitglied der Cosa Nostra und ist nicht mit Al Capone verwandt.

## Leben

### Frühe Jahre
Louis Capone wurde in Neapel geboren. Die Familie verließ noch während seiner Kindheit die Heimat, um in die Vereinigten Staaten von Amerika auszuwandern. In New York City angelangt, lebte Capone mit seiner Familie zunächst in dem Brooklyner Stadtteil Coney Island.
Später zog Capone nach Brownsville und war dort (vordergründig) Eigentümer und Betreiber einer kleinen Konditorei. In dem Café hielten sich die jugendlichen Kleinkriminellen Abe Reles und Martin Goldstein regelmäßig auf und Capone avancierte zum Förderer der aufstrebenden Kosher Nostras, welche bald als Brownsville Boys bekannt werden sollten. Aber auch Albert Anastasia als Mitglied der Cosa Nostra gehörte zu den Kunden der Konditorei und machte auf diese Weise Bekanntschaft mit seinem italienischen Landsmann.
Capone war ein sogenannter Kredithai, er verlieh Geld zu Wucherzinsen und war damit sowohl in Detroit als auch in New York tätig. In Detroit unterhielt er Kontakte zur Purple Gang. Capone zählte des Weiteren zu den Geschäftspartnern und Freunden von Joe Adonis. Beim „labor racketeering“, also dem bezahlten Schlägerdienst in Arbeitskämpfen, arbeitete er für das örtliche Büro der „Plasterers Union“. Capone galt als geschickter Unterhändler mit dem Auftreten eines Diplomaten. Durch die gewaltsame Unterwanderung örtlicher Gewerkschaften gelang es den Kriminellen schließlich, Streiks zu provozieren, Preise zu oktroyieren und den Markt zu kontrollieren. Mitglieder verbrecherischer Gruppierungen übernahmen dabei hohe Positionen in den verschiedensten Arbeitsgewerben. Besonders die Bande um Louis Buchalter war in diesem Bereich tätig und erfolgreich. Die Gangster begründeten de facto ein Kartell, mit dem sie den jeweiligen Markt beherrschten.

### Kriminelle Karriere
Nach dem Krieg von Castellammare hatten sich in der La Cosa Nostra – die US-amerikanische Mafia-Variante der Cosa Nostra – die Kräfte um den jungen Lucky Luciano durchgesetzt. Bei der Bildung des National Crime Syndicate wurde die Idee entwickelt, eine Abteilung zu schaffen, welche für die Durchführung von Mordaufträgen zuständig ist. Insbesondere brachten die „Kosher Nostras“ ihre Kräfte um Louis Buchalter ein und die italienische Seite war durch Albert Anastasia in der Führung des neuen Zusammenschlusses vertreten. Capone vermittelte die Brownsville Boys an die Murder, Inc. und wurde durch seine Dienste praktisch ebenfalls Mitglied der Organisation.
Als die Brownsville Boys Schwierigkeiten mit ihren alten Bossen und Konkurrenten, den Shapiro-Brüdern, bekamen, war es Capone, der den Hinweis gab, sich an die Italo-Amerikaner der Ocean Hill Hooligans im benachbarten Stadtviertel Ocean Hill – insbesondere Frank Abbandando und Harry Maione – zu wenden. Beide Banden verschmolzen praktisch im Zuge ihrer Integration in die Murder, Inc. Die Shapiro-Brüder wurden ermordet. Capone hatte als Mittelsmann die Aufgabe, Mordaufträge telefonisch an die Mitglieder der Murder, Inc. durchzugeben. Er selbst erhielt diese Aufträge von Albert Anastasia und Louis Buchalter. Buchalter hatte dabei direkten Kontakt zu Lucky Luciano und Meyer Lansky.
1935 wurde gegen Louis Capone ein Haftbefehl wegen Mordes erlassen. Der Flüchtige stellte sich kurz darauf den Behörden. Martin Goldstein, Harry Strauss und Capone wurde vorgeworfen, den Doppelmord an Joseph Amberg und Morris Kessler geplant und ausgeführt zu haben. Die beiden Opfer waren in einer Brooklyner Autogarage erschossen worden. Während die Anklage gegen Capone fallengelassen wurde, mussten sich Strauss und Goldstein vor Gericht verantworten. Das Verfahren wurde jedoch eingestellt, nachdem sechs Zeugen nicht mehr in der Lage waren, die beiden Angeklagten als Täter zu identifizieren.
1936 verhafteten Einsatzkräfte der Polizei Capone und zwölf weitere Personen auf einer Benefizveranstaltung für Bedürftige East New Yorks in einer Tanzhalle in Brooklyn. Capone, der der Eigentümer des Lokals war, und den anderen Verdächtigten wurde vorgeworfen, die Spenden zu unterschlagen und auf diese Weise schon mehrere Male die Stifter betrogen zu haben. Andere seien zu Spenden erpresst worden. Die Anklage erfasste des Weiteren den Tatbestand der Landstreicherei, da es sich nach Auffassung des Staatsanwaltes bei den auf der Benefizveranstaltung Verhafteten um vorbestrafte und unerwünschte Personen handelte.
Capone übernahm eine zentrale Rolle in der Arbeitsverteilung der Organisation. Viele der Fluchtfahrzeuge aus vergangenen Straftaten wurden bei Oscar Friedman abgeliefert, der dafür zuständig gewesen ist, die „heißen“ Automobile loszuwerden. Oftmals wurden die Fahrzeuge an Gebrauchtwagenhändler weiterverkauft.
1939 war Capone vermutlich auch verantwortlich für die Ermordung von Irving Penn. Buchalter soll Capone beauftragt haben, den Mord an Philip Orlovsky zu planen, einem Gewerkschafter, der über Buchalters Machenschaften informiert war und in den Ermittlungen gegen den Bandenchef mit den Behörden kooperierte. Der zur Murder, Inc. gehörende Jacob Midgen wurde demnach von Capone angewiesen, Orlovsky für den mutmaßlichen Schützen und Murder,-Inc.-Angehörigen Gioacchino Parisi zu identifizieren. Am 25. Juli 1939 verließ zufällig der Verleger Irving Penn das Appartementgebäude, in dem auch Orlovsky wohnte. Midgen verwechselte Penn mit Orlovsky und wies den Schützen an, die Zielperson zu erschießen. Penn starb noch am Tatort. Zwei Jahre später wurden Midgen, Parisi und Capone für den Mord angeklagt. Während Parisi und Capone einem Schuldspruch entgingen, verurteilte man Midgen, der sich bereits zu Beginn des Prozesses schuldig bekannte, zu einer fünf- bis zehnjährigen Haftstrafe.

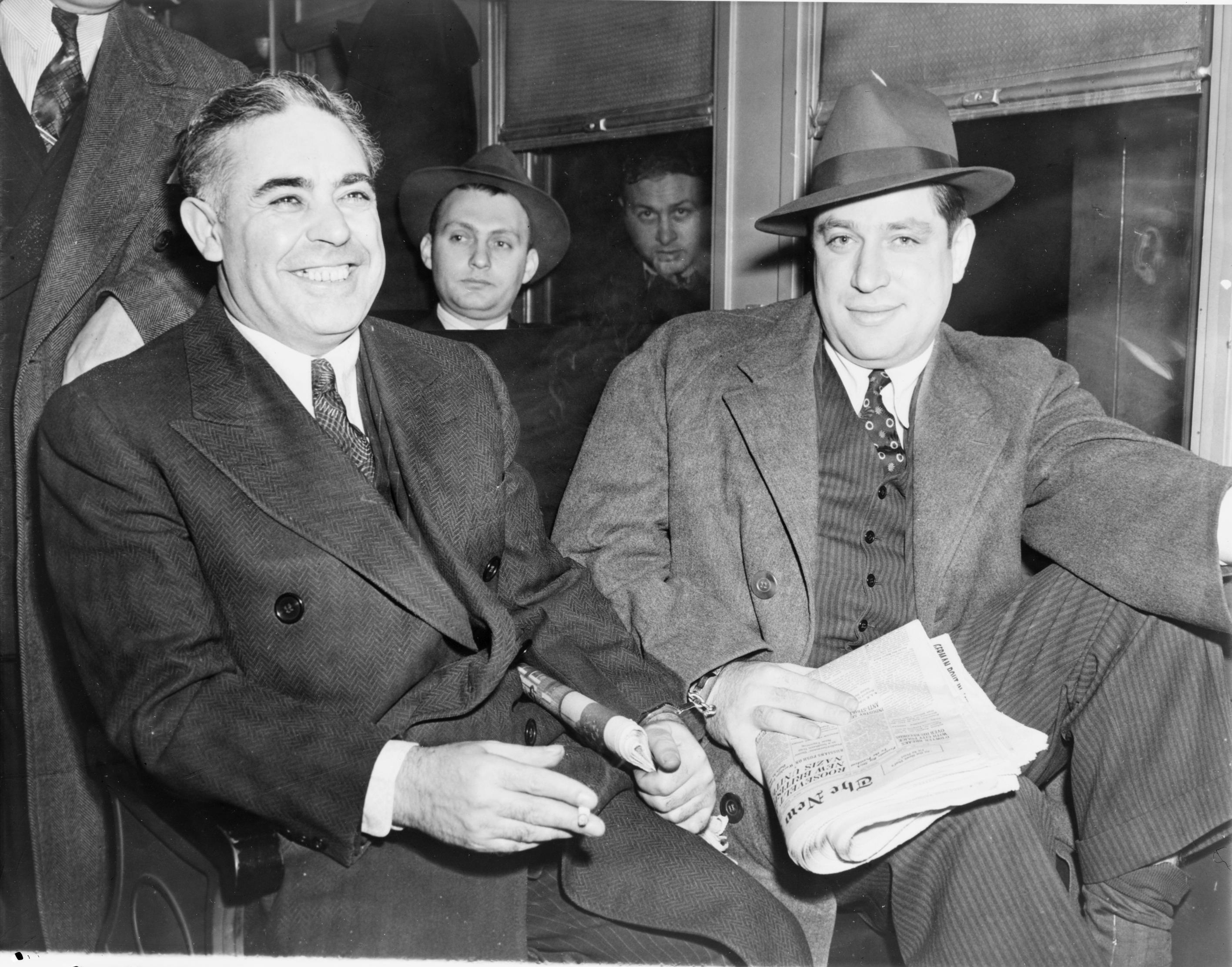
Lächelnde Gangster nach der Verurteilung:
Emanuel Weiss und Louis Capone (links), umringt von Beamten auf dem Weg nach Sing Sing am 3. Dezember 1941, einen Tag nach ihrer Verurteilung zum Tode

### Mord an Joseph Rosen
Im – für den Niedergang der Bande entscheidenden – Mord an Joseph Rosen wies Capone den Autodieb Sholem Bernstein an, wo das noch zu stehlende Fluchtfahrzeug abgestellt werden sollte, und war an der Planung direkt beteiligt. So fuhr er mehrere Male mit Bernstein zu Rosens Arbeitsplatz, einem Süßwarengeschäft, und von dort aus die Route entlang, die für die Flucht bestimmt worden war, um sicherzustellen, dass es keine Komplikationen geben würde und der Mord an Rosen lediglich ein wenige Sekunden dauerndes Aus- und Einsteigen darstelle, das keine größere Aufmerksamkeit erregt. Da der Mordauftrag direkt von Louis Buchalter erteilt wurde, bemühte man sich, keine Fehler zu machen. Am 13. September 1936 wurde Rosen in seinem Geschäft in Brownsville (New York City) von James Ferraco, Emanuel Weiss und Harry Strauss ermordet.

### Verurteilung und Hinrichtung
William O’Dwyer, Staatsanwalt von Kings County, hatte den Schwerpunkt seiner Ermittlungen Ende der 1930er Jahre auf Louis Buchalter gerichtet. Er erwirkte gegen Buchalter wegen Drogenhandels eine Haftstrafe von 14 Jahren. Als außerdem Abe Reles wegen Mordes angeklagt werden konnte, belastete dieser – insbesondere mit dem Mord an Joseph Rosen – Buchalter und andere Mitglieder der Murder, Inc. so schwer, dass sich 1941 Louis Buchalter, Emanuel Weiss und Louis Capone wegen des Mordes an Joseph Rosen vor Gericht verantworten mussten. In dem Prozess sagten die Auftragsmörder Albert Tannenbaum und Seymour Magoon, der Mafioso Max Rubin und der Fluchtwagenfahrer Sholem Bernstein gegen die drei Beschuldigten aus. Der wichtigste Belastungszeuge Abe Reles starb vor seiner Anhörung auf mysteriöse Weise durch einen Sturz aus dem Fenster seines Hotelzimmers, während er unter polizeilichem Schutz stand. Im Dezember 1941 verurteilte eine Jury Capone zusammen mit Buchalter und Emanuel Weiss zum Tode.
Die Verteidigung der drei Verurteilten versuchte mit allen Mitteln, die Wiederaufnahme des Verfahrens durchzusetzen und gegen die Urteile vorzugehen. So wurde die Hinrichtung, die eigentlich für den 2. Januar 1942 vorgesehen war, über zwei Jahre hinausgezögert. Der Fall beschäftigte schließlich sogar den Obersten Gerichtshof der Vereinigten Staaten, der die Todesurteile jedoch bestätigte. Damit waren alle Rechtsmittel erschöpft.
Das hielt die Verteidigung der Verurteilten jedoch nicht davon ab, weiterhin die Wiederaufnahme des Verfahrens zu fordern. Dabei berief sich Weiss auf das Vorliegen neuer, entlastender Beweise. So standen nun eidesstattliche Erklärungen der Geschwister des Auftragsmörders Harry Maione, eines Mithäftlings und eines Gefängniswärters zur Verfügung, dass Maione kurz vor seiner Hinrichtung den Mord an Joseph Rosen gestanden und die Tat zusammen mit Frank Abbandando und Martin Goldstein begangen hatte. Laut Maione seien weder Capone noch Weiss an dem Mord beteiligt gewesen. Da aber sowohl Maione als auch Goldstein und Abbandando bereits wegen anderer Morde verurteilt und hingerichtet worden waren, wurden die Anträge abgewiesen, worauf die Verteidigung das Gericht der Voreingenommenheit beschuldigte und erneut eine Wiederaufnahme des Verfahrens verlangte. Trotz der neuen Beweislage weigerte sich der Court of Appeals, dem Antrag stattzugeben.
Letztendlich wurde das Urteil am  4. März 1944 im Sing-Sing-Gefängnis vollstreckt, nachdem das letzte Gnadengesuch von Gouverneur Thomas E. Dewey abgelehnt worden war, dem früheren Staatsanwalt, dessen Ermittlungen entscheidend für die Zerschlagung der Murder, Inc. waren.

## Nachlass
Am gleichen Tag und Ort folgten ihm Weiss (23:10) und Louis Buchalter (23:16) auf den elektrischen Stuhl nach.
Capone wurde auf dem Holy Cross Cemetery (Brooklyn) bestattet. Im Gegensatz zu den Beisetzungen seiner Komplizen Buchalter und Weiss, die nur im familiären Kreis abgehalten wurden, glich Capones Beisetzung einem Fest, zahlreiche, insbesondere italienischstämmige, Anwohner Brooklyns gedachten des Neapolitaners mit einer gewaltigen Trauerfeier.

## Adaptionen
1960 im Film Murder, Inc. wurde Capone durch Lou Polan verkörpert.